# Mimiculus
Mimiculus is een kevergeslacht uit de familie van de boktorren (Cerambycidae). De wetenschappelijke naam van het geslacht werd voor het eerst geldig gepubliceerd in 1894 door Jordan.

## Soorten
Mimiculus is monotypisch en omvat slechts de volgende soort:
- Mimiculus maculatus Jordan, 1894